# Status translationis
Status translationis tillhör statusläran som konstruerades för att vinna rättstvister. Inom klassisk retorik gäller endast fyra olika nivåer för oenighet, dessa är status coniecturalis, status definitionis, status qualitatis samt status translationis.

## Definition
Status translationis, procedurfrågan är den fjärde och sista steget i statusläran. Här diskuteras huvuvida ärendet behandlas av rätt instans samt om ärendet har behandlats felaktigt.

## Historik
Statusläran syftar i första hand till genus judiciale (som är en av tre talgenre enligt den klassiska retoriken) Genus judiciale bruka även benämnas som rättstal eller juridiska tal. Statusläran kan även appliceras i vardagen, inom vetenskapen samt i debatter. Genom statuslärans nivåer kan man finna möjligheter samt upptäcka faror som gömmer sig och kan med vinning användas av motståndare.

## Procedurfrågans teori
Den sista delen i statusläran utgör inte en sådan stor del men kan bli till vikt i exempelvis ett rättegångstal. Status translationis rikta sig till vad en fråga egentligen hör hemma.